# Xã Ingham, Quận Franklin, Iowa
Xã Ingham (tiếng Anh: Ingham Township) là một xã thuộc quận Franklin, tiểu bang Iowa, Hoa Kỳ. Năm 2010, dân số của xã này là 311 người.